# Илия Войнов
Илия Войнов е български футболист, който играе като крило. Играе в 8 срещи за България.

## Спортна кариера
Започва като юноша на Ботев Враца, като прави дебюта си за сезон 1982/83. Играе на различни позиции: дясно и ляво крило и като нападател. През 1983 г. преминава в ЦСКА, за който играе до 1985 г. След това се завръща в Ботев Враца до 1987 г. В периода 1989/91 играе за португалския Портимонензе, а в периода 1991 – 1995 е в Ещорил Прая Португалия. За сезон 1995/96 играе в Ещрела Амадора Португалия. През лятото на 1996 г. се завръща в ЦСКА, където остава един сезон. След това до 2001 г. играе в Спартак Плевен.
След като преустановява състезателната си кариера, става треньор и помощник-треньор в Ботев Враца през 2013 г., а в след това е в ДЮШ на Спартак Плевен от 2014 до 2016 г.

## Успехи
- ЦСКА (София);
  - Шампион на България: 1 път – 1996/1997
  - Купа на България: 1 път – 1984/1985
  - Купа на Съветската армия: 1 път – 1984/1985